# Bidens purpusorum
Bidens purpusorum là một loài thực vật có hoa trong họ Cúc. Loài này được Bitter & Petersen mô tả khoa học đầu tiên năm 1921.